# Boethius
Anicius Manlius Severinus Boëthius, thường được gọi là Boethius (480–524) là một nguyên lão, quan chấp chính, magister officiorum, và triết gia La Mã hậu kỳ. Sinh ra trong thời nhiễu nhương khi Italia rơi vào sự cai trị của Vương quốc Ostrogoth, ông bước vào chính trường và phục vụ dưới triều vua Theodoricus Cả, người mà sau này tống giam và xử tử ông. Trong chốn lao tù, ông viết kiệt tác De consolatione philosophiae luận về thời vận, sự chết, và các vấn đề khác, sẽ trở thành một trong những tác phẩm triết học quan trọng có nhiều ảnh hưởng nhất thời Trung Cổ. Là tác giả của nhiều sổ tay và là dịch giả từ Platon and Aristoteles, Boethius đóng vai trò như cây cầu nối chính từ cổ đại cổ điển sang những thế kỷ tiếp theo.

## Giáo dục và toán học
Boethius đã dành một địa vị cho toán học khi ông đưa ra khái niệm tứ khoa (tiếng Latinh: quadrivium) để chỉ các môn số học, hình học, thiên văn học, và âm nhạc. Ông viết De institutione arithmetica, dịch thoáng nghĩa từ tiếng Hy Lạp tiêu đề của cuốn Introduction to Arithmetic của Nicomachus; De institutione musica, cũng phát triển từ gốc Hy Lạp; và một loạt các đoạn lấy từ cuốn Cơ sở của Euclid. Công trình của ông mang tính lý thuyết hơn là thực hành, và là công trình nền tảng của toán học cho đến khi các công trình toán học của Hy Lạp và A Rập được phục hồi.

## Văn học
Boethius cùng với Cassiodorus và Quintus Aurelius Symmachus vẫn giữ gìn những nét truyền thống của La Mã trong hoàn cảnh mà Đế quốc La Mã đang đi vào những năm suy tàn.

## Triết học
Ông là người mang đến triết học thời đại mình chủ nghĩa kinh viện.

## Cuộc hành quyết định mệnh
Vào năm 520, ông trở thành magister officiorum (người đứng đầu các cơ quan, chức vụ của triều đình và chính quyền) dưới triều đại Theodoricus Cả. Boethius vốn là người say mê nghiên cứu khoa học, đã dốc sức hiến dâng cho khuynh hướng nghiên cứu văn hóa Hy Lạp bằng cách dịch toàn bộ các tác phẩm của Aristotle ra tiếng Latin và cân đối chúng với các tác phẩm của Plato. Ngoài ra, ông cũng định đo vận tốc ánh sáng. Cuối cùng Boethius đã mất đi ân huệ của Theodoricus, có thể do nhà vua nghi ngờ ông này có sự đồng cảm với Justin I, Hoàng đế Đông La Mã: Theodoricus là người theo thuyết Arius, cảm thấy phần nào giống như một kẻ ngoài cuộc với những tín đồ Cơ Đốc giáo theo Công đồng Nicaea. Do vậy Theodoricus, người bảo trợ cho chính Boethius, đã ra lệnh hành quyết ông vào năm 525 (có thể là năm 524).

## Vinh danh
Boëthius được ghi nhận là một đấng tử đạo trong Martyrologium Romanum. Lễ kính vào ngày 23 tháng 10. Tên của ông được đặt cho tiểu hành tinh 6617 Boethius.

## Chú thích

Dialectica, 1547